# Rijnmond op het Regio Songfestival
Rijnmond is een Nederlandse regio met eigen regionale omroep en kan hierdoor deelnemen aan het Regio Songfestival. De regio beslaat het zuidelijke deel van de Nederlandse provincie Zuid-Holland.
De regio neemt al deel aan het festival sinds de start ervan in 2023 en heeft sindsdien aan alle edities deelgenomen. De inzending van Rijnmond wordt ieder jaar geselecteerd door middel van een preselectie.

## Geschiedenis
In 2023 werd het eerste Regio Songfestival georganiseerd in Utrecht. De eerste deelnemer voor Rijnmond werd Remedy, met het liedje Nooit is het genoeg. Het duo wist in de preselectie de overige vier finalisten te verslaan. In Utrecht deed Rijnmond goed mee bij de puntentelling van de jury's. De regio kreeg 102 punten en stond op een voorlopige vierde plaats. Bij de televoters deed de regio het wat minder. Dit leverde een eindtotaal op van 148 punten: een zesde plaats.
In 2024 werd het Regio Songfestival in Limburg georganiseerd. Braidy kreeg maar liefst 38% van de stemmen en werd de winnaar van de selectie en mocht zodoende naar Maastricht afzakken. Op het festival kwam de regio als voorlaatste aan de beurt. Ditmaal verging het Rijnmond veel minder goed. De jury's plaatsten het lied Banaan op de voorlaatste plaats en ook de televoters hadden maar weinig punten over voor Rijnmond. Nadat alle punten gecombineerd waren, eindigde Rijnmond op de dertiende en laatste plaats.

## Deelnames van Rijnmond
| Jaar | Artiest | Lied                | Plaats | Punten | Taal       |
| ---- | ------- | ------------------- | ------ | ------ | ---------- |
| 2023 | Remedy  | Nooit is het genoeg | 6      | 148    | Nederlands |
| 2024 | Braidy  | Banaan              | 13     | 49     | Nederlands |
| 2025 |         |                     |        |        |            |

| Kleur | Betekenis      |
| ----- | -------------- |
|       | Eerste plaats  |
|       | Tweede plaats  |
|       | Derde plaats   |
|       | Laatste plaats |
|       | Gastprovincie  |

## Twaalf punten
(Een vetgedrukte editie betekent dat die regio die editie won.)
| Twaalf punten gegeven aan: \| Aantal \| Land \| Edities \| \| ------ \| --------- \| ------- \| \| 1 \| Friesland \| 2024 \| \| 1 \| Utrecht \| 2023 \| |           |         |
| Aantal | Land      | Edities |
| 1 | Friesland | 2024    |
| 1 | Utrecht   | 2023    |

Drenthe · Flevoland · Friesland · Gelderland · Groningen · Limburg · Noord-Brabant · Noord-Holland · Overijssel · Rijnmond · Utrecht · West · Zeeland